# Soeiro Viegas de Ribadouro
Soeiro Viegas de Ribadouro (m. ca. 1187/9), foi um fidalgo, rico-homem e cavaleiro medieval português, e senhor de várias honras. Foi tenente de Lamego.

## Primeiros anos
Soeiro era filho do célebre Egas Moniz, o Aio, e da sua segunda (ou única) esposa, Teresa Afonso de Celanova, sendo provavelmente dos filhos mais novos do prócere, tendo em conta a datação tardia do seu aparecimento na corte e inclusive da sua morte.
Deveria ser ainda muito jovem aquando da morte do seu pai, em agosto de 1146. Até então a família havia sido das mais influentes de então na corte portuguesa: o seu pai havia sido o aio do então Rei de Portugal, Afonso Henriques, e os filhos mais velhos, Lourenço e Afonso, provavelmente criados em conjunto com o próprio monarca, desfrutavam de uma relação bastante próxima com o mesmo.

### Testamento paterno
Aquando da morte de Egas Moniz, os irmãos regressariam provavelmente da corte para dividir os bens do pai com a mãe. Ao seu irmão Lourenço, Egas passara a honra de Fonte Arcada, os cargos curiais (tenente de Lamego), o títulos de “conde” e senhor de Neiva e ainda a responsabilidade de ajudante na governação do reino. A Afonso o seu pai doou, de entre várias posses, as suas honras de Resende, Alvarenga e Lumiares; e a ele, Soeiro, couberam as honras de Vila Cova e Fontelo. A sua irmã Elvira recebeu a honra de Britiande; Dórdia, a honra de Lalim; e Urraca, a honra de Mezio.. Dado que os filhos mais novos eram provavelmente menores, a sua mãe Teresa  ter-se-á encarregado do governo das honras que lhes couberam.
Contudo, a primeira notícia de Soeiro é a do seu casamento, em 1152, com Sancha Bermudes de Trava, filha do poderoso magnate Bermudo Peres de Trava (que fora amante da rainha Teresa de Leão) e da infanta portuguesa Urraca Henriques (filha da mesma rainha, e irmã de Afonso Henriques). Seria provavelmente já maior de idade aquando desse evento, até porque elabora uma carta de arras para a nova esposa, legando-lhe diversos bens, importantes para o seu sustento, com a importante cláusula que, caso enviuvasse e casasse de novo, Sancha perderia os direitos àqueles bens. 

## A entrada na corte e o cargo tenencial
Começa a surgir na corte, com o seu irmão Rodrigo, entre 1157 e 1158, provando-se que era já com certeza maior de idade, e em 1169, na confirmação de uma carta de couto a Midões para a Sé de Coimbra. Soeiro viria a confirmar vários outros documentos que atestavam desta maneira a sua presença junto do monarca, como os forais de Santarém e Lisboa (maio de 1179) ou o de Melgaço (julho de 1181)..

### Tenente de Lamego
Em 1164 aparece como rico-homem e tenente de Lamego, cargo no qual parece ter sucedido ao seu irmão Lourenço (falecido pouco tempo antes). Soeiro confirmava um documento relativo a uma renúncia episcopal sobre o Mosteiro de Salzedas. Reteve apenas esta tenência, mas não a abandonaria, aproveitando-o para conceder diversas cartas de foral. Parece ter sido a seu pedido, em colaboração com o bispo de Lamego, que, em 1182, a corte concedeu foral à vila de Valdigem.
Soeiro ainda apareceu em 1186 na corte, já depois da morte de Afonso Henriques, confirmando documentos para Sancho I, sempre como tenente de Lamego, cargo ao qual viria a associar o seu filho primogénito, Bermudo, percebendo, provavelmente, importância desta tenência.

### A gestão dos bens familiares
A herança que recebeu do pai, à qual foram acrescentadas outras doações por parte do rei de Portugal, fez dele um senhor de numerosos e grandes haveres ou honras por todo o Ribadouro, especialmente desde cerca de Lamego e Tarouca até aos rios Paiva e Távora. Fez vários contratos com os irmãos para obter novos bens.
É provável que tenha tomado as rédeas do governo das suas honras na altura do seu casamento, já que, em 1155, toma a iniciativa, como aliás alguns dos seus irmãos, de vender, ao mosteiro de Salzedas, a parte que havia herdado de seu pai no couto de Argeriz (oitava da metade) por cem morabitinos.
Soeiro aproveitou a sua posição na corte como tenente para dar cartas de povoação ou aforamentos e diplomas de foral, facilitando o repovoamento e a agricultura pela redução das quotas tributárias. Um exemplo é a carta da vila de Ponte de Távora (atualmente Vila da Ponte), perto de Sernancelhe, passada por ele e por sua esposa. Em 1187 fez, também com ela, uma venda de propriedades na atual freguesia de Cambres, em Lamego, ao Mosteiro de Salzedas, por trezentos maravedis. No mesmo ano doou haveres em Vila Cova (no atual concelho de Vila Nova de Paiva ao Mosteiro de Tarouca. Em 1189 fez uma nova venda ao Mosteiro de Salzedas, ainda como tenente de Lamego.

## Morte e posteridade
Soeiro deverá ter falecido entre 1187 e 1189, ou em 1190., e ter-se-há feito sepultar no Mosteiro de Salzedas, ao qual havia feito numerosas doações em vida.

## Casamento e descendência
Soeiro Viegas terá desposado, por volta de 1152, Sancha Bermudes de Trava, filha de Bermudo Peres de Trava e da infanta Urraca Henriques de Portugal. Desta união nasceram:
- Bermudo Soares de Ribadouro (m. c.1191) associado à tenência de Lamego, não sobreviveu muito tempo ao pai;
- Lourenço Soares de Ribadouro (m. 1222), importante rico-homem e um dos poucos que apoiou Afonso II de Portugal contra as suas irmãs;
- Teresa Soares de Ribadouro (m. depois de 1243), desposou o importante rico-homem Gonçalo Mendes II de Sousa.

Dado que nenhum dos seus varões teve descendência, considera-se extinta a linhagem provinda de Soeiro Viegas com a morte sucessiva dos seus filhos.